# Pena de morte por país

Abolida na lei para todos os crimes: 110
Abolida na lei para todos os crimes exceto aqueles cometidos em circunstâncias especiais (como crimes cometidos durante a guerra): 9
Abolida na prática (nenhuma execução nos últimos 10 anos): 23
Retém pena de morte: 53

A seguir, um resumo do uso da pena de morte por país. Globalmente, dos 195 estados independentes que são membros da ONU ou têm o status de observador da ONU, 108 países aboliram-na completamente de jure para todos os crimes, 7 aboliram-na para crimes comuns (mantendo-a para circunstâncias especiais, como crimes de guerra) e 26 são abolicionistas na prática, enquanto 54 países mantêm a pena de morte.

## Visão geral global
Historicamente, a pena de morte tem sido usada em quase todas as partes do mundo. Atualmente, a grande maioria dos países aboliu ou descontinuou a prática. O Japão tem o maior IDH ajustado à desigualdade (Índice de Desenvolvimento Humano, do Programa das Nações Unidas para o Desenvolvimento) de qualquer país a usar a pena de morte; Singapura tem o maior IDH não ajustado. O uso da pena de morte é geralmente dividido nas quatro categorias a seguir indicadas. Globalmente, dos 195 estados independentes que são membros da ONU ou têm status de observador da ONU:
- 53 (27%) mantêm-na na lei e na prática.
- 23 (12%) a aboliram de fato, ou seja, de acordo com os padrões da Anistia Internacional, que eles não executaram ninguém durante a última década ou mais e se acredita que tenham uma política ou prática estabelecida de não realizar execuções.[9]
- 9 (5%) a aboliram de facto, nomeadamente que não executaram ninguém durante os últimos 14 ou mais anos e a aboliram de jure, mas a retêm por circunstâncias excepcionais ou especiais (como crimes cometidos em tempo de guerra).
- 110 (56%) a aboliram para todos os crimes, mais recentemente: Zimbabwe (2024).

Execução de menores
Desde 2009, o Irã e o Sudão do Sul executaram infratores que tinham menos de 18 anos na época em que o crime foi cometido, infringindo a Convenção sobre os Direitos da Criança.
Execução pública
Em 2013, execuções públicas foram realizadas pelos governos do Irã, Coreia do Norte, Arábia Saudita e Somália.

### Países classificados como 'muito elevados' no Índice de Desenvolvimento Humano
Dos 66 estados soberanos classificados como 'muito altos' na edição de 2020 do Índice de Desenvolvimento Humano (referindo-se a 2019), 12 aplicam a pena de morte: Singapura, Estados Unidos, Japão, Emirados Árabes Unidos, Arábia Saudita, Bahrein, Omã, Bielorrússia, Kuwait, Catar, Malásia e Taiwan. Na Coreia do Sul, Rússia, Bahamas, Barbados e em Brunei, está em prática uma moratória. Em Israel e no Chile, é restrita a crimes cometidos em tempo de guerra. Todos os outros países nesta categoria aboliram a pena de morte.

### África
Na África, existem vários países que aplicam a pena de morte. Botswana, Egito, Guiné Equatorial, Líbia, Somália, Somalilândia, Sudão do Sul e Sudão são exemplos de países que executam presos. Muitos países como Argélia, Camarões , República Centro-Africana, Eritreia, Essuatíni, Gana, Quênia, Libéria, Mali, Marrocos, Mauritânia, Níger, Serra Leoa, Tanzânia, Tunísia e Zâmbia têm moratórias que estão em vigor há mais de uma década tornando os países abolicionistas na prática, mas mantendo a pena de morte por lei. A Nigéria é em alguns estados abolicionista de fato e em alguns estados retencionista. Em 2018, Burkina Faso revogou a pena de morte para crimes comuns e a Gâmbia anunciou uma moratória como um primeiro passo para a abolição. O Chade aboliu a pena de morte para todos os crimes em 2020 e Malawi e Serra Leoa em 2021.

### Américas
Nos países do Caribe, a pena de morte existe pelo menos de jure, exceto na República Dominicana e no Haiti, que a aboliram em 1969 e 1987, respectivamente. Granada é abolicionista na prática e sua última execução foi em 1978. A última execução no Caribe e a última nas Américas fora dos Estados Unidos foi em São Cristóvão e Nevis em 2008. Na América Central e do Sul, a pena de morte existe em Belize e na Guiana, embora não seja aplicada desde 1985 e 1997, respectivamente. No Brasil, Chile, El Salvador, Guatemala e Peru, as execuções só são legais em circunstâncias específicas, como crimes de guerra, e foram abolidas para crimes civis.

### Ásia
A maioria das execuções em todo o mundo ocorre na Ásia. A China é o país com pena de morte mais ativo do mundo; de acordo com a Amnistia Internacional, a China executa mais pessoas por ano do que o resto do mundo combinado. No entanto, nem toda a China é retencionista, uma vez que Hong Kong e Macau a aboliram para todos os crimes. No Irã e na Arábia Saudita, o número de execuções também é muito alto. Dos 12 países com Índice de Desenvolvimento Humano "muito alto" que praticam execuções, 10 estão na Ásia: Japão, Taiwan, Singapura, Malásia, Arábia Saudita, Kuwait, Bahrein, Omã, Catar e Emirados Árabes Unidos, embora a Malásia desde 2018 tenha uma moratória. Em 2017, a Mongólia revogou a pena de morte para todos os crimes e em 2021 o Cazaquistão, que já era abolicionista para crimes comuns, aboliu-a também para crimes em circunstâncias especiais. A Índia raramente executa criminosos. Apenas 30 execuções ocorreram na Índia desde 1991. A última execução foi a de quatro perpetradores de um caso de estupro coletivo e assassinato em 20 de março de 2020. De acordo com um relatório de 2017 da Comissão Nacional de Direitos Humanos de Mianmar, 709 prisioneiros em 26 prisões em todo o país tiveram suas sentenças de morte comutadas para prisão perpétua.

### Europa
A União Europeia mantém uma posição forte contra a pena de morte; a sua abolição é um objetivo fundamental da União em matéria de direitos humanos. A abolição também é uma condição prévia para a entrada na União Europeia. Na Europa, apenas a Bielorrússia e a República Popular de Donetsk e a República Popular de Luhansk continuam a aplicar ativamente a pena de morte.
A pena de morte foi completamente abolida em todos os países europeus, exceto na Bielorrússia e na Rússia, a última dos quais tem uma moratória e não conduz uma execução desde 1996. A proibição absoluta da pena de morte está consagrada na Carta dos Direitos Fundamentais da União Europeia (UE) e em dois protocolos amplamente adotados da Convenção Europeia dos Direitos Humanos do Conselho da Europa, sendo, por isso, considerada um valor central. De todos os países europeus modernos, São Marinho, Portugal e os Países Baixos foram os primeiros a abolir a pena de morte, enquanto apenas a Bielorrússia ainda pratica a pena de morte. Em 2012, a Letônia se tornou o último Estado-Membro da UE a abolir a pena de morte em tempo de guerra.

### Oceania
Foi no Reino do Taiti (quando a ilha era independente), em 1824, que pela primeira vez no mundo uma assembleia legislativa aboliu a pena de morte, comutada em exílio. Quase todos os países desta região aboliram a pena de morte como forma de punição, e os dois países que ainda a aplicam (Papua-Nova Guiné e Tonga) não a usam há muitas décadas. As últimas execuções conhecidas nesta região ocorreram em Tonga em 1982.

## Cronologia de abolição
| Ano da abolição | País | Países por ano | Total |
| --------------- | --- | -------------- | ----- |
| 1863            | Venezuela | 1              | 1     |
| 1865            | San Marino | 1              | 2     |
| 1877            | Costa Rica | 1              | 3     |
| 1903            | Panamá | 1              | 4     |
| 1906            | Equador | 1              | 5     |
| 1907            | Uruguai | 1              | 6     |
| 1910            | Colômbia | 1              | 7     |
| 1928            | Islândia | 1              | 8     |
| 1956            | Honduras | 1              | 9     |
| 1962            | Mónaco | 1              | 10    |
| 1966            | República Dominicana | 1              | 11    |
| 1968            | Áustria | 1              | 12    |
| 1969            | Vaticano | 1              | 13    |
| 1972            | Finlândia | 1              | 14    |
| 1973            | Suécia | 1              | 15    |
| 1976            | Portugal | 1              | 16    |
| 1978            | Dinamarca Ilhas Salomão Tuvalu | 3              | 19    |
| 1979            | Kiribati Luxemburgo Nicarágua Noruega                                                                                               | 4              | 23    |
| 1980            | Vanuatu | 1              | 24    |
| 1981            | Cabo Verde França | 2              | 26    |
| 1982            | Países Baixos | 1              | 27    |
| 1985            | Austrália | 1              | 28    |
| 1986            | Ilhas Marshall Micronésia | 2              | 30    |
| 1949,1987       | Alemanha (como Alemanha Oriental, a jurisdição que mais demorou a abolir a pena de morte na atual República Federativa da Alemanha) | 1              | 31    |
| 1988            | Haiti | 1              | 32    |
| 1989            | Camboja Liechtenstein Nova Zelândia                                                                                                 | 3              | 35    |
| 1990            | Andorra ( Chéquia Eslováquia como Checoslováquia) Hungria Irlanda Moçambique Namíbia Roménia São Tomé e Príncipe                    | 9              | 44    |
| 1991            | Croácia Macedónia do Norte Eslovénia                                                                                                | 3              | 47    |
| 1992            | Angola Paraguai Suíça | 3              | 50    |
| 1993            | Guiné-Bissau Seicheles | 2              | 52    |
| 1994            | Itália Palau | 2              | 54    |
| 1995            | Djibouti Maurícia ( Montenegro Sérvia como Iugoslávia) África do Sul Espanha                                                        | 6              | 60    |
| 1996            | Bélgica | 1              | 61    |
| 1997            | Nepal | 1              | 62    |
| 1998            | Arménia Azerbaijão Bulgária Estónia Lituânia Polónia Reino Unido                                                                    | 7              | 69    |
| 1999            | Canadá Turquemenistão | 2              | 71    |
| 2000            | Costa do Marfim Malta Ucrânia | 3              | 74    |
| 2002            | Chipre Timor-Leste | 2              | 76    |
| 2004            | Butão Grécia Samoa Senegal Turquia                                                                                                  | 5              | 81    |
| 2005            | México Moldávia | 2              | 83    |
| 2006            | Geórgia Filipinas | 2              | 85    |
| 2007            | Albânia Quirguistão Ruanda | 3              | 88    |
| 2008            | Uzbequistão | 1              | 89    |
| 2009            | Argentina Bolívia Burundi Togo | 4              | 93    |
| 2010            | Gabão | 1              | 94    |
| 2012            | Letónia Mongólia | 2              | 96    |
| 2014            | Madagascar | 1              | 97    |
| 2015            | Congo Fiji Suriname | 3              | 100   |
| 2016            | Benim Nauru | 2              | 102   |
| 2017            | Guiné | 1              | 103   |
| 2019            | Bósnia e Herzegovina | 1              | 104   |
| 2020            | Chade | 1              | 105   |
| 2021            | Cazaquistão Malawi Serra Leoa | 3              | 108   |